# Миленко, Константин Данилович
Миленко Константин Данилович (16 марта 1913, Мелитополь — 5 февраля 1980, Липецк) — советский театральный режиссёр, актёр и драматург. Заслуженный артист РСФСР (1956).

## Биография
Родился 16 (3) марта 1913 года в селе Кизияр Мелитопольского округа (ныне — г. Мелитополь) в семье путевого обходчика.

### Ранние годы
В 1934 году закончил театральный факультет Одесского музыкально-театрального института им. Бетховена. В 1932 — 1934 годах работал в Херсонском городском драматическом театре. В 1934 году приезжает в Москву и проходит обучение в студии при театре им. Ермоловой. Принят в театр на должность актёра, занят в спектаклях театра.
В 1936 — 1937 годах проходит службу в армии.
В 1937 — 1938 годах работает в Ленкоме, занят в спектаклях «Как закалялась сталь», «Живой труп».
В 1938 году был приглашён на службу в Малый театр. Занят в спектаклях «Фронт», «Свадьба Кречинского», «Горе от ума», «Богдан Хмельницкий», «Игра интересов».

### Работа в годы Великой Отечественной войны
В 1943 году сроком на 2 года командирован в Сталинградский областной драматический театр им. Горького. В Сталинграде женится на актрисе Юлии Ганиной. Там же знакомится с драматургом Юлием Чепуриным, работает над постановкой пьесы Чепурина «Сталинградцы» и исполняет в ней роль Кудрова. Работа с Чепуриным перерастает в крепкую дружбу. Также был занят в спектаклях «Хозяйка гостиницы» Гольдони, «Много шума из ничего» Шекспира, «Заговор обречённых» Н. Вирты, «Встреча в темноте» Кнорре, «Зыковы» и «Фома Гордеев» Горького, «Месяц в деревне» Тургенева, «Последние рубежи» Чепурина.
9 мая 1945 года организует праздник Победы в Сталинграде по поручению городского руководства.

### После войны
В 1948 году проходит обучение на режиссерских курсах Государственного института театрального искусства им. А.В. Луначарского (ныне ГИТИС).
С 1951 по 1953 работает в должности режиссёра в Саратовском государственном драматическом театре им. Карла Маркса. Ставит спектакли «Пролитая чаша» по драме Ван Ши-фу «Записки о западном флигеле», «Девушка с кувшином» по пьесе Лопе де Вега, «Гроза» по пьесе Островского.
С 1953 по 1958 работает главным режиссёром в Алтайском краевом театре драмы в Барнауле. В театре начинается т.н. «миленковский период». Ставит «Меч и звезды» Ю. Чепурина, «Василиса Мелентьева» и «Красавец мужчина» Островского, «Оптимистическая трагедия» Вишневского, «Повесть о настоящем человеке» Б. Полевого. Получает звание «Заслуженный артист РСФСР» в 1956 году.
В 1958 — 1959 годах направлен на работу в Драматический театр Черноморского флота в город Севастополь на должность главного режиссёра.
В 1959 — 1961 годах работает главным режиссёром в Смоленском областном драматическом театре.
В апреле 1961 года был приглашен в г. Ямбол (Болгария), где поставил спектакль «Меч и звёзды» Ю. Чепурина.
В 1961 — 1962 годах работает на должности режиссёра в Калужском областном драматическом театре.

### Работа в Липецке
С 1962 по 1970 год работает в Липецком областном драматическом театре, с 1962 по 1963 в должности главного режиссёра.
В 1968 году совместно с Владиславом Титовым пишет пьесу «Всем смертям назло...» по одноименной повести Титова. Ставит спектакль на сценах Липецкого и Ворошиловградского театров. В дальнейшем спектакли по пьесе проходят во многих театрах страны. В Москве на сцене театра им. Маяковского спектакль был показан труппой Ворошиловградского театра в постановке К.Д. Миленко.
Также ставит следующие спектакли на сцене Липецкого театра: «12 ночь» Шекспира, «Последние» и «Егор Булычёв» Горького, «Ночь лунного затмения» Мустая Карима, «Иду на исповедь» И. Лазутина, «104 страницы про любовь» Э. Радзинского (в главной роли — Леонид Кулагин), «Дикарь» по повести Вольтера «Простодушный» и другие спектакли.
Умер 5 февраля 1980 года в Липецке. Похоронен на кладбище Кольца Трубного завода.

## Награды
- Медаль «За доблестный труд в Великой Отечественной войне 1941 — 1945 гг.»
- Медаль «За освоение целинных земель»
- Медаль «За доблестный труд в ознаменование 100-летия со дня рождения В.И. Ленина»